# Association monégasque pour la protection de la nature
 (octobre 2023).
L’Association monégasque pour la protection de la nature (monégasque : Assuçiaçiu̍n munegasca per a pruteçiu̍n d’a natüra), abrégé AMPN, est une association pour la conservation de la nature dans la principauté de Monaco. Elle est créée en octobre 1975 avec la bénédiction du prince Rainier III, étant légalement autorisée avec ses statuts approuvés par l’arrêté ministériel du 21 novembre 1975,. Elle est notamment la gestionnaire des deux aires marines protégées dans les eaux territoriales de la principauté, un travail qu’elle réalise en collaboration avec le gouvernement princier et avec le soutien du prince Albert II et de sa fondation Prince-Albert-II-de-Monaco.

## Identité visuelle

Ancien logotype de l’association.
Logotype actuel de l’association.